# Thomas Hart Benton (schilder)

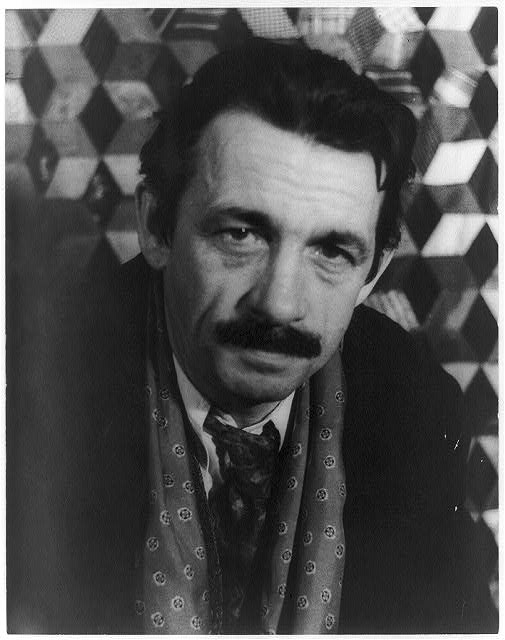
Portret van Tom Benton, 1935, door Van Vechten, Library of Congress, Washington

Thomas Hart Benton ook Tom Benton (Neosho (Missouri), 15 april 1889 – Kansas City (Missouri), 19 januari 1975) was een Amerikaans schilder.

## Leven en werk
Benton werd geboren als kleinzoon van een bekende, gelijknamige Amerikaanse Senator en als zoon van een advocaat en lid van het Huis van Afgevaardigden. Tot ongenoegen van zijn ouders wees hij zelf een politieke carrière af en richtte zich op de kunst. Hij studeerde van 1907 tot 1909 aan de kunstacademie in Chicago en verhuisde vervolgens naar Parijs, waar hij verder studeerde aan de bekende Académie Julian. Daar ontmoette hij vooraanstaande Amerikaanse kunstenaars zoals Diego Rivera en Stanton Macdonald-Wright. Vooral deze laatste beïnvloedde hem sterk.
Benton geldt als belangrijk vertegenwoordiger van het Amerikaans realisme en het muralisme. Hij verheerlijkte de 'waarneming' tegenover het 'intellectuele concept' en de 'directe representatie' tegenover de 'introspectieve abstractie', hetgeen in de conservatieve kringen in Amerika in goede aarde viel. Net als Rivera zou hij tijdens de crisis in de jaren dertig veel muurschilderingen maken vanuit de Works Progress Administration-werkverschaffingsprojecten. Zijn latere werk wordt gerekend tot het regionalisme. Hij maakte met name landelijke taferelen uit het pre-industriële agrarische tijdperk en scènes uit het leven van alledag in het Midden-Westen. Later maakt hij vooral ook cartoonachtige werken, waarmee hij wel als een voorloper van de popart wordt beschouwd.
Benton doceerde een groot deel van zijn leven aan de Art Students League van New York, waar Jackson Pollock een van zijn leerlingen was.

## Galerij

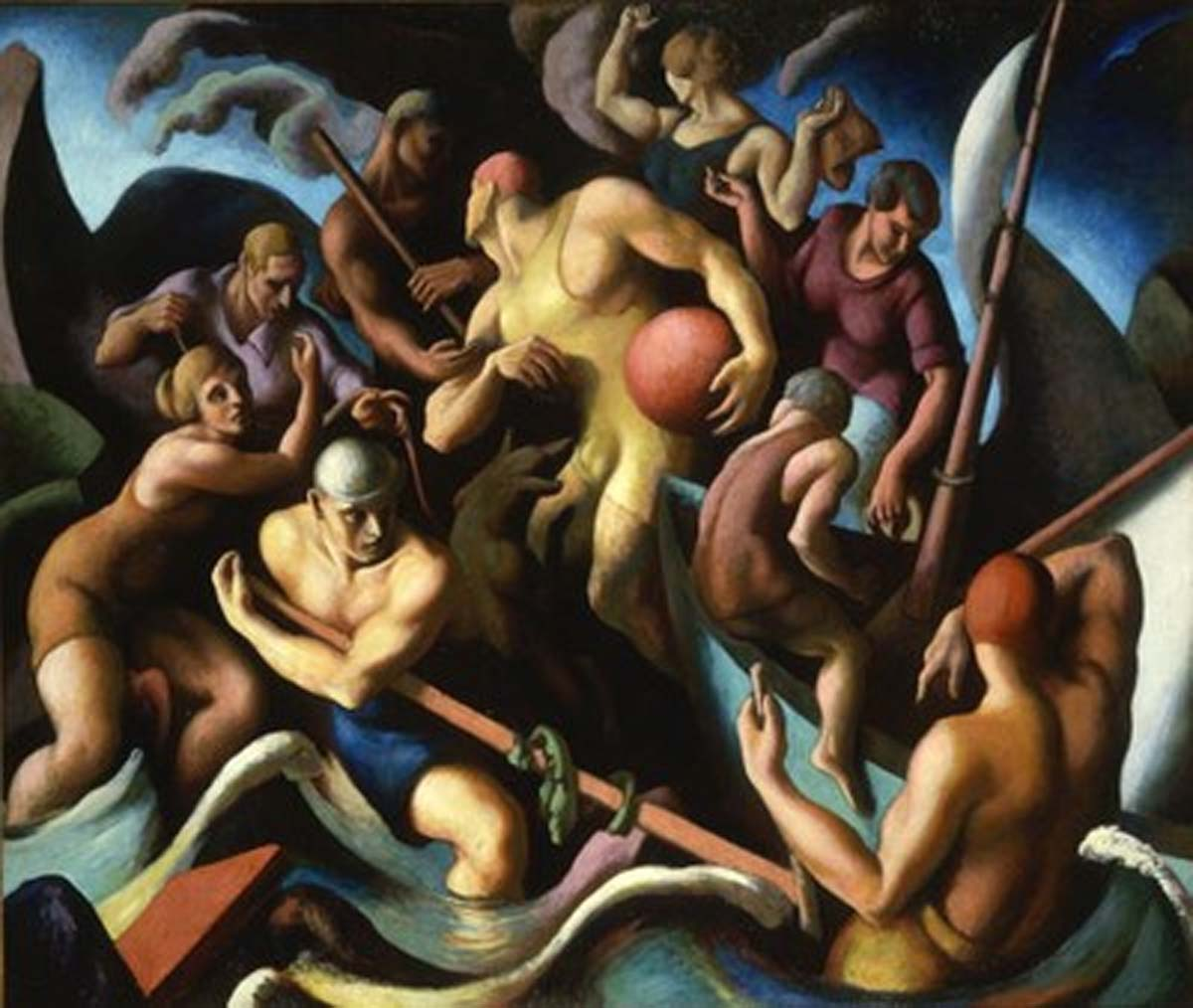
People of Chilmark (1920), Hirshhorn Museum and Sculpture Garden, Washington
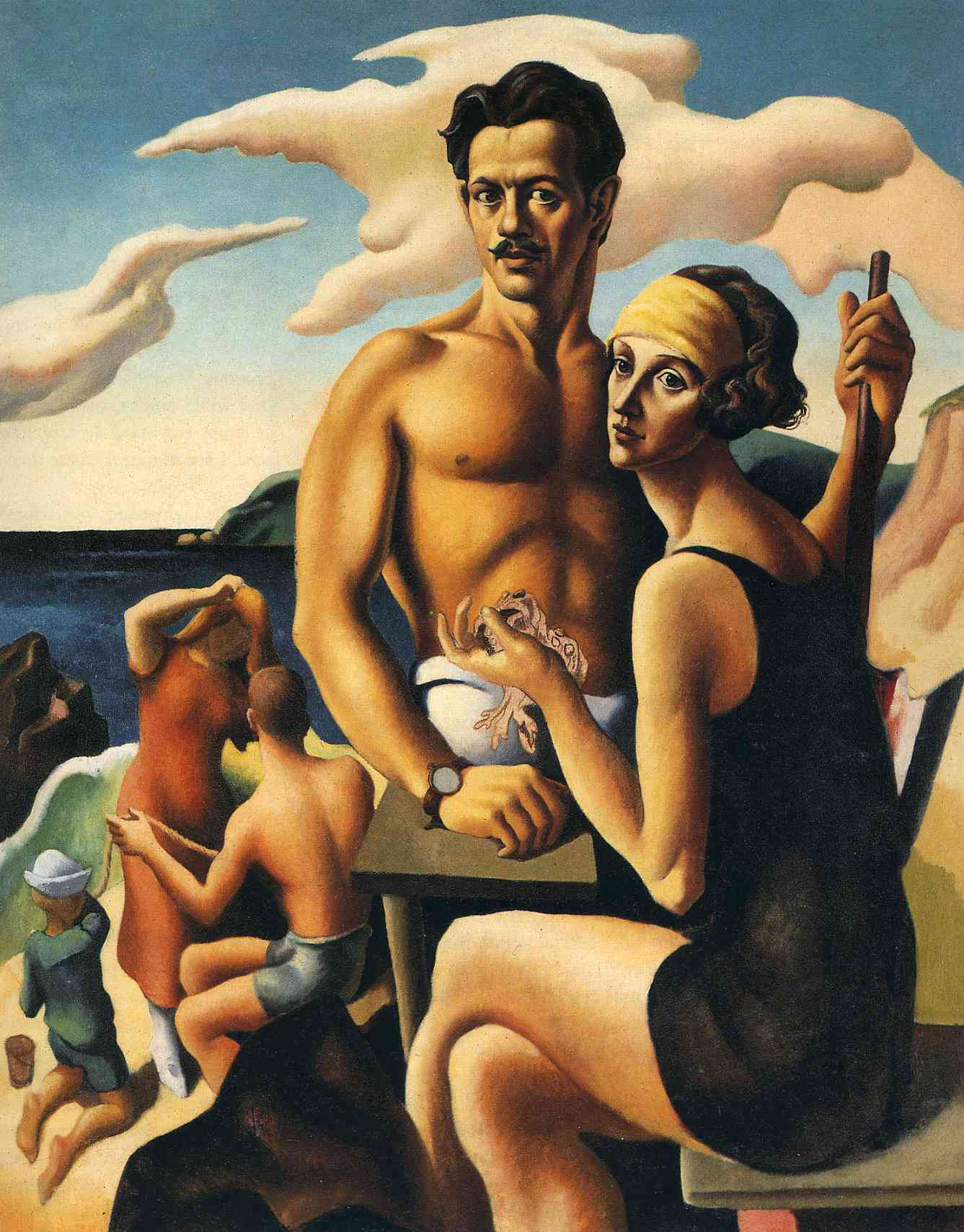
Self Portrait with Rita (1922), National Portrait Gallery, Washington
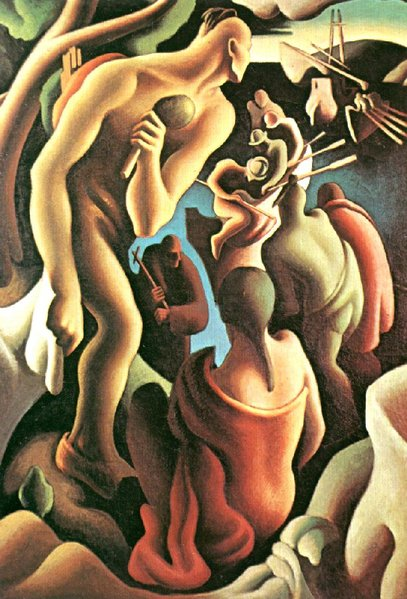
American Discovery Viewed by Native Americans, 1922
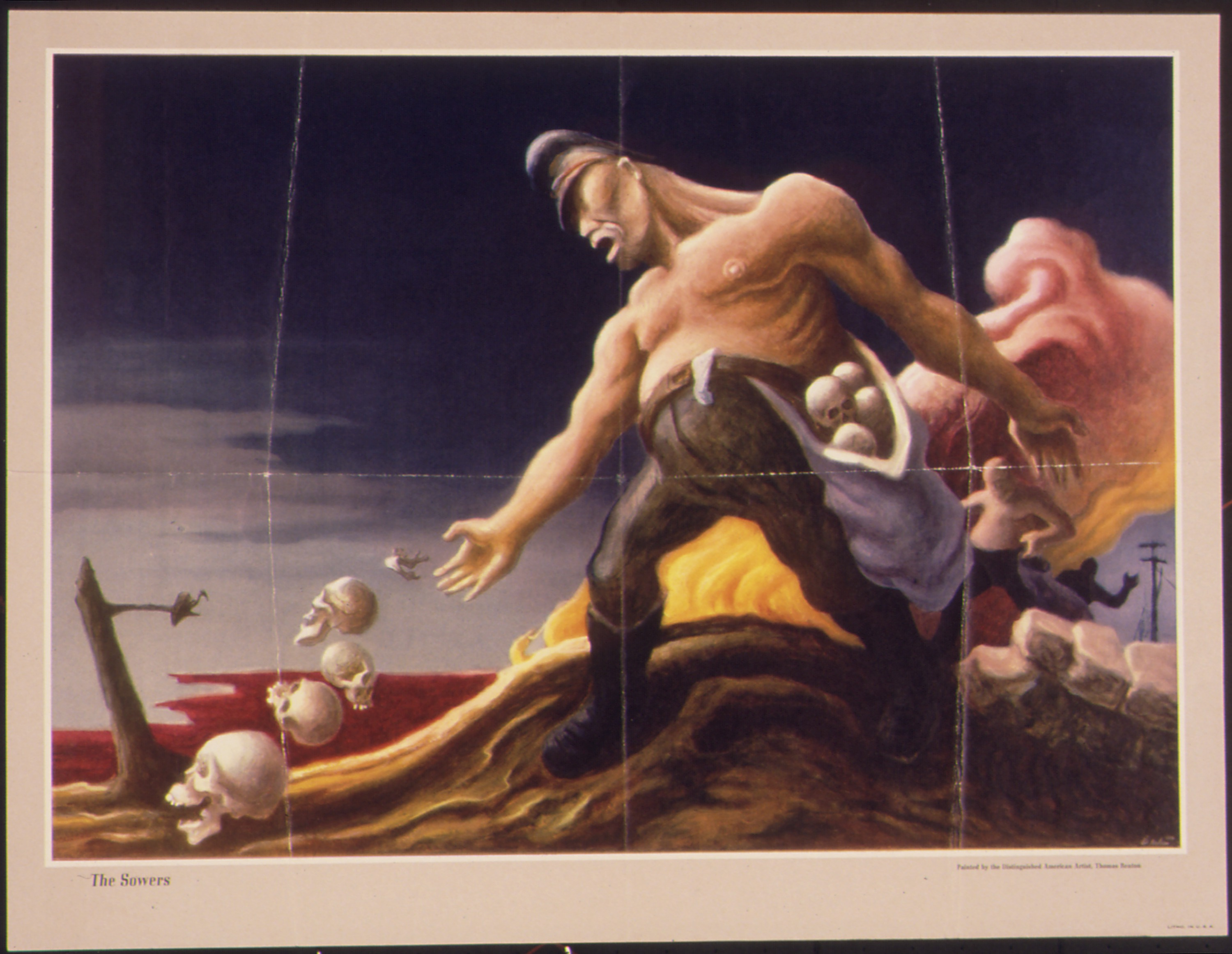
The Sowers (1941-45), National Archives